# Tapisseries d'Överhogdal

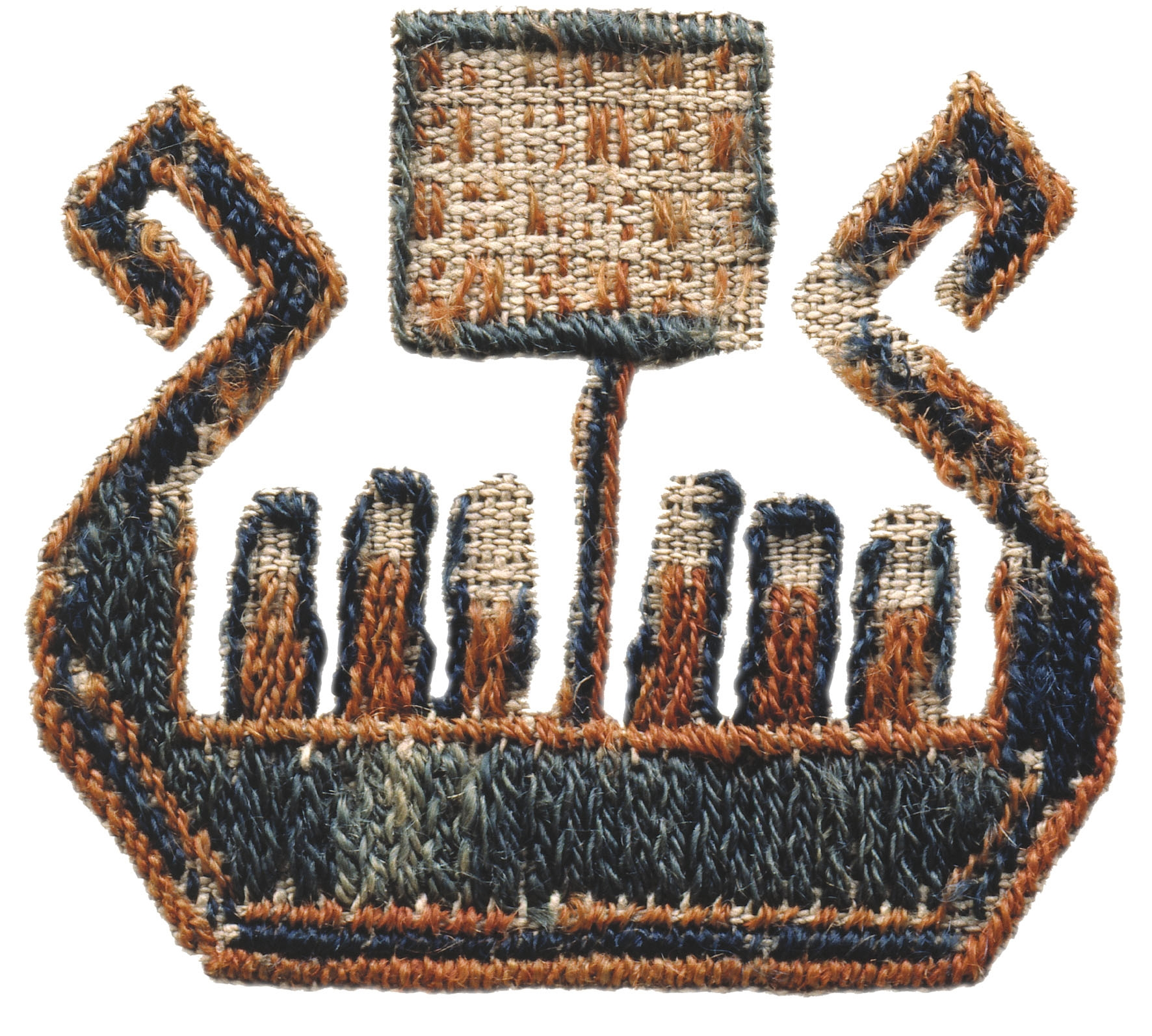
Détail: Bateau viking

Les Tapisseries d'Överhogdal (Överhogdalsbonaderna, Överhogdalsbonaderna ou Överhogdalsvävarna) sont constituées de cinq tentures de la fin du XIe ou du XIIe siècle, extraordinairement bien conservées, découvertes à Överhogdal, Härjedalen, Suède, et présentées de nos jours au musée Jamtli (Jämtlands läns museum), à Östersund. Il existe à Överhogdal une sorte de petit musée qui présente des copies de ces tapisseries.

## Contexte
Les tapisseries furent découvertes par un membre du conseil paroissial, Jonas Holm (1895-1986), dans une boîte en bois, dans la sacristie de l'église d'Överhogdal, lors de la rénovation de l'église en 1909. Holm déplaça le paquet de textiles dans une des petites cabanes en bois, annexes de l'église servant autrefois à stocker le grain. En 1910, l'artiste Paul Jonze vint à Överhogdal et découvrit les tapisseries dans la cabane. Il les emporta à Östersund pour les montrer à Ellen Widén, la femme du préfet, qui était une figure marquante de la promotion du patrimoine régional. Elle les lava dans sa baignoire; les tapisseries résistèrent à ce traitement. Trois petits morceaux séparés de la pièce principale furent trouvées par Helena Öberg lors d'un séjour à Överhogdal en 1911. Au moment de leur découverte, ces trois parties de la tapisserie étaient cousues à une vieille couverture.

## Description
En 1991, les différentes tentures de la tapisserie d'Överhogdal furent datées, par la méthode de datation au carbone 14, entre 800 et 1100, c'est-à-dire de l'époque Viking. Une nouvelle datation réalisée en 2005 affina l'analyse et situa la confection de ces textiles entre 1040 et 1170, soit à une époque contemporaine de celle de la Tapisserie de Bayeux.
La série se compose de cinq tapisseries, dont quatre sont confectionnées, avec une technique spéciale, en fils de laine simples aux teintures végétales et la cinquième en tissage double.
Les figures donnent un bon aperçu de la représentation du monde dans l'espace nordique de cette époque. Mais le contenu des images est controversé, une partie des figures ont un caractère païen (par exemple, dans un des détails, on voit Sleipnir, le cheval d'Odin), tandis que d'autres personnages font clairement partie de l'imagerie chrétienne. Certains chercheurs ont donc suggéré que ce qui est montré est la christianisation de la région d'Härjedalen. Cependant, la théorie actuellement dominante est que les tapisseries décrivaient le Ragnarök, c'est-à-dire la fin prophétique du monde dans la mythologie nordique. Les tapisseries contiennent 323 représentations de personnes et 149 d'animaux (dont 3 sont partielles), tous se déplaçant généralement vers la gauche. Tout ce petit monde semble se précipiter vers un arbre, qui pourrait être la représention du puissant frêne Yggdrasil, l'Arbre du Monde (ou Arbre de vie) sur lequel reposent les neuf mondes de la mythologique nordique. Il y a aussi des runes cousues de haut en bas sur l'une des tentures.